# 安平町鹿公園
安平町鹿公園（あびらちょうしかこうえん）は、北海道勇払郡安平町に所在する自然公園。所管は、安平町建設課。

## 概要
名称の通り野生の鹿（エゾシカ）が生息する。園周辺には、サクラ・モミジなどの広葉樹林があり、樹齢150年を超える樹木も生い茂っている。その森林地帯は、1902年（明治35年）に日本初となる保健保安林として指定された。園内の見どころは、赤いヒマワリ畑。毎年、7月下旬頃には、赤いヒマワリが満開となる。園は、24時間無休で開放しており、入園料・駐車場料金は、無料。但し、キャンプ場・バーベキュー施設は、有料。

## 施設
- 赤いヒマワリ畑（夏季）
- 鹿公園管理棟（開館時間：10:00-16:00）
- 駐車場（無料）
- キャンプ場（有料）
- バーベキュー施設（有料）

## 周辺施設
- JR北海道室蘭本線追分駅
- 安平町多目的スポーツセンター
- 北海道道226号舞鶴追分線

## 所在地
- 北海道勇払郡安平町追分白樺2丁目1番地